# وداعا أيتها الحرب، وداعا أيها السلام
وداعًا أيتها الحرب، وداعًا أيها السلام، أحد الكتب النثرية من مؤلفات الشاعر العربي الفلسطيني محمود درويش، صدرت في عام 1974، عن مركز الأبحاث الفلسطيني في بيروت، لبنان.